# Selected Ambient Works II
Selected Ambient Works Volume II (a menudo abreviado simplemente como SAW2), publicado en 1994, es el segundo álbum de Richard D. James bajo su alias Aphex Twin, y es la continuación del álbum Selected Ambient Works 85-92 publicado en 1992. El álbum doble alcanzó el puesto #11 en la lista de éxitos UK Albums Chart. Llegó al puesto 62 de la lista "los mejores 100 álbumes de los 1990" de Pitchfork Media.

## Perspectiva general
Este Volume II difiere de modo significativo con respecto al primer volumen en la serie que le antecede. El álbum de 1994 está basado en largas composiciones de ambient con percusión minimalista o inexistente y samples vocales ocasionales, con un tono y estructura general muy similar a los trabajos ambient de Brian Eno. James describió el álbum como "estar delante de una estación eléctrica puesto de ácido" añadiendo que los sonidos del disco están inspirados por sueños lúcidos, y que al despertar trató de recrear los sonidos y grabarlos. James también ha afirmado tener sinestesia natural, lo que contribuyó a la realización de este trabajo. Se ha hecho dos versiones, única en el Reino Unido (Warp Records) y otro en los Estados Unidos (Warner y Sire) con distintos nombres y algunas canciones omitidas, ej.: el track #4 llamado [Hankie] es borrado en la versión de disco y vinilo de Warner y Sire Records al igual que el #19 llamado [Stone in Focus] está disponible solo en el vinilo y casete hecho por Warp Records. En aquellos países (Estados Unidos y Reino Unido) se tienen puesto distintas imágenes en varios tracks, ejemplo.: la canción #15 del CD 2 que por más utilizado y aceptable se llama [Shiny Metal Rods], en los Estados Unidos se utiliza un nombre poco utilizado: [Metal Grating].

## Lista de canciones
Toda la música compuesta por Aphex Twin. 
| CD 1  |                   |          |  |
| N.º   | Título            | Duración |  |
| 1.    | «Cliffs»          | 7:27     |  |
| 2.    | «Radiator»        | 6:34     |  |
| 3.    | «Rhubarb»         | 7:44     |  |
| 4.    | «Hankie»          | 4:34     |  |
| 5.    | «Grass»           | 8:55     |  |
| 6.    | «Mould»           | 3:31     |  |
| 7.    | «Curtains»        | 8:51     |  |
| 8.    | «Blur»            | 5:08     |  |
| 9.    | «Weathered Stone» | 6:54     |  |
| 10.   | «Tree»            | 9:58     |  |
| 11.   | «Domino»          | 7:18     |  |
| 12.   | «White Blur 1»    | 2:38     |  |
| 79:32 |                   |          |  |

| CD 2  |                    |          |  |
| N.º   | Título             | Duración |  |
| 13.   | «Blue Calx»        | 7:20     |  |
| 14.   | «Parallel Stripes» | 8:00     |  |
| 15.   | «Shiny Metal Rods» | 5:34     |  |
| 16.   | «Grey Stripe»      | 4:45     |  |
| 17.   | «Z Twig»           | 2:05     |  |
| 18.   | «Windowsill»       | 7:07     |  |
| 19.   | «Stone in Focus»   | 10:08    |  |
| 20.   | «Hexagon»          | 5:57     |  |
| 21.   | «Lichen»           | 4:15     |  |
| 22.   | «Spots»            | 7:09     |  |
| 23.   | «Tassels»          | 7:30     |  |
| 24.   | «White Blur 2»     | 11:27    |  |
| 25.   | «Matchsticks»      | 5:41     |  |
| 77:00 |                    |          |  |

## Listas de éxitos
| Lista (1994)    | Máxima posición |
| --------------- | --------------- |
| UK Albums Chart | 11              |

## Certificaciones
| País (Certificador) | Certificación | Ventas certificadas |
| --- | ------------- | ------------------- |
| Reino Unido (BPI) | Plata         | 60 000*             |
| ^cifras de envíos basadas únicamente en la certificación xcifras no especificadas basadas únicamente en la certificación |               |                     |